# Gymnopilus megasporus
Gymnopilus megasporus là một loài nấm thuộc họ Cortinariaceae.